# Svînarka, Babanka
Svînarka (în ucraineană Свинарка) este o comună în raionul Babanka, regiunea Cerkasî, Ucraina, formată numai din satul de reședință.

## Demografie
Componența lingvistică a comunei Svînarka
     Ucraineană (97,49%)
     Rusă (2,28%)
     Alte limbi (0,23%)
Conform recensământului din 2001, majoritatea populației comunei Svînarka era vorbitoare de ucraineană (97,49%), existând în minoritate și vorbitori de rusă (2,28%).